# Kristofferjorda
Kristofferjorda est une localité du comté de Troms, en Norvège.

## Géographie
Administrativement, Kristofferjorda fait partie de la kommune de Tromsø.